# Весюлка (Сілезьке воєводство)
Весюлка (пол. Wiesiółka) — село в Польщі, у гміні Лази Заверцянського повіту Сілезького воєводства.
Населення — 276 осіб (2011).
У 1975-1998 роках село належало до Катовицького воєводства.

## Демографія
Демографічна структура станом на 31 березня 2011 року:
|          | Загалом | Допрацездатний вік | Працездатний вік | Постпрацездатний вік |
| -------- | ------- | ------------------ | ---------------- | -------------------- |
| Чоловіки | 126     | 10                 | 103              | 13                   |
| Жінки    | 150     | 24                 | 90               | 36                   |
| Разом    | 276     | 34                 | 193              | 49                   |